# Relations entre la Norvège et Taïwan
Les relations entre la Norvège et Taïwan désignent les relations internationales s'exerçant entre, d'une part, le royaume de Norvège, et de l'autre, la république de Chine.
En l'absence de relations diplomatiques officielles entre les deux États, ainsi que de l'établissement de bureaux de représentation entre eux, Taïwan est représenté auprès de la Norvège par l'intermédiaire du bureau de représentation de Taipei en Suède.

## Relations diplomatiques
Les relations entre la Norvège et la république de Chine sont rompues le 7 janvier 1950.
Le 25 octobre 1971, la Norvège se prononce en faveur de la résolution 2758 de l'Assemblée générale des Nations unies, qui sera alors adoptée, actant l'intégration de la république populaire de Chine aux Nations unies aux dépens de la république de Chine.
Malgré l'absence de relations diplomatiques, des bureaux de représentation sont établis plusieurs années plus tard. Le centre du Commerce de Taipei en Norvège est créé le 26 août 1980 dans la capitale norvégienne Oslo ; il devient le bureau économique et commercial de Taipei en Norvège le 17 décembre 1992, puis le bureau de représentation de Taipei en Norvège le 16 octobre 1999. En contrepartie, le bureau norvégien du Commerce ouvre à Taipei le 23 octobre 1989 ; il est renommé le conseil norvégien du Commerce en novembre 1992.
Le 1er janvier 2004, le conseil du Commerce norvégien établi à Taipei ferme,. Quelques années plus tard, le bureau de représentation à Oslo met lui aussi fin à ses activités en 2017.